# 暗拉非
暗拉非（英語：Amraphel）是创世纪14章提到的示拿（巴比伦尼亚）的王 ，是基大老玛的盟友，参加了迦南地的西订谷之战。

## 圣经中的记载
當暗拉非作示拿王，亚略作以拉撒王，基大老玛作以攔王，提达作戈印王的時候，他們都攻打所多瑪王比锐、蛾摩拉王比沙、押玛王示納、洗扁王善以別，和比拉王；比拉就是瑣珥。這五王都在西訂谷會合；西訂谷就是鹽海。他們已經事奉基大老瑪十二年，到十三年就背叛了。十四年，基大老瑪和同盟的王都來在亞特律加寧，殺敗了利乏音人，在哈麥殺敗了蘇西人，在沙微基列亭殺敗了以米人，在何利人的西珥山殺敗了何利人，一直殺到靠近曠野的伊勒巴蘭。他們回到安密巴，就是加低斯，殺敗了亞瑪力全地的人，以及住在哈洗遜他瑪的亞摩利人。於是所多瑪王、蛾摩拉王、押瑪王、洗扁王，和比拉王（比拉就是瑣珥）都出來，在西訂谷擺陣，與他們交戰，就是與以攔王基大老瑪、戈印王提達、示拿王暗拉非、以拉撒王亞略交戰；乃是四王與五王交戰。（创世记 14:1-9）